# Prisma de Nicol

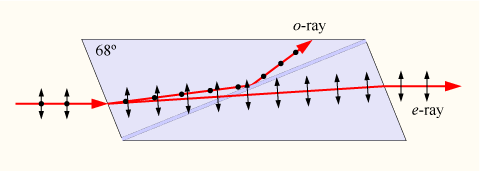
Prisma de Nicol.

Un  prisma de Nicol és un tipus de prisma òptic polaritzador, és a dir, crea un feix de llum polaritzada a partir d'un feix de llum sense polaritzar. Va ser inventat en 1828 pel físic escocès William Nicol i és el primer prisma polaritzador que es va crear. Consta d'un vidre de calcita (espat d'Islàndia) romboèdric tallat diagonalment en dues parts amb un angle de 68 º unides després amb un adhesiu òptic, del tipus bàlsam del Canadà o similar.
La llum sense polaritzar entra per una de les facetes del prisma i es divideix en dos feixos polaritzats a causa de la birefringència de la calcita. Un d'aquests fas, anomenat ordinari ( o  al diagrama), experimenta un índex de refracció de  n   o  = 1,658 i en el tall diagonal, el cola té un índex de refracció d'1,55, experimenta una reflexió interna total que el dirigeix cap a la faceta superior. L'altre feix, anomenat extraordinari ( i ) experimenta un índex de refracció menor de  n   i  = 1,486 i no és reflectit sinó que travessa la unió diagonal i surt per la faceta oposada a forma de llum polaritzada.
Aquests prismes eren servir moltíssim microscòpia i polarimetria i l'expressió "Nicol encreuats" s'empra encara per definir una mostra observada entre polarizadores disposats ortogonalment. En l'actualitat aquests prismes han estat substituïts en la majoria d'aplicacions per un altre tipus de filtres com filtres polaroid o prismes de Glan-Thompson.